# X Orionis
X Orionis är en pulserande variabel av Mira Ceti-typ  i stjärnbilden Orion. Stjärnan varierar mellan magnitud +11,4 och lägre än 15,5 med en period av 422,2 dygn.